# 雁北街道
雁北街道，是中华人民共和国甘肃省兰州市城关区下辖的一个乡镇级行政单位。

## 行政区划
雁北街道下辖以下地区：
小雁滩村社区、雁滩大桥社区、雁滩路社区和宋家滩村社区。